# Ancalagon minor
L'ancalagon (Ancalagon minor) è un animale estinto, appartenente ai priapulidi. Visse nel Cambriano medio (circa 505 milioni di anni fa) e i suoi resti fossili sono stati ritrovati in Nordamerica, nel ben noto giacimento di Burgess Shales.

## Descrizione
Questo animale possedeva un aspetto vermiforme, e la lunghezza totale poteva raggiungere gli 11 centimetri. Il corpo era dotato di numerosissimi anelli, mentre la parte anteriore era costituita da una sorta di proboscide estroflettibile. Questa proboscide, che era in sostanza la bocca dell'animale, era dotata di forti uncini nella parte anteriore, mentre quella posteriore era dotata di strutture più piccole ripiegate all'indietro. Il corpo vermiforme era cosparso di sottili strutture simili a peli (setae). L'intestino era dritto e nella parte posteriore del corpo era presente un ano.

## Classificazione
Il primo a descrivere questo animale fu Charles Doolittle Walcott nel 1911; lo studioso ritenne che gli esemplari fossili di questo animale fossero da attribuire a un altro animale vermiforme già noto, Ottoia, di dimensioni maggiori. La nuova specie, pertanto, venne denominata Ottoia minor. Successivi studi (Conway-Morris, 1977) determinarono che i fossili di O. minor erano in realtà attribuibili ad un diverso genere, che venne definito Ancalagon. Conway-Morris ritenne che Ancalagon fosse un primitivo verme priapulide, piuttosto simile alle forme attuali. Ricerche più recenti (Wills 1998, Harvey et al. 2010) hanno attribuito questo animale agli archeopriapulidi, un raggruppamento di priapulidi basali tipici del Cambriano, di cui fa parte anche Ottoia.

## Paleobiologia
Con tutta probabilità Ancalagon era un organismo predatore, ben adattato a una vita sul fondale marino. È probabile che Ancalagon usasse le sue spine per strisciare attraverso il fango. I forti uncini nella parte anteriore della proboscide potevano essere usati per afferrare le prede.

## Significato del nome
Il nome generico Ancalagon si riferisce alla creatura fantastica Ancalagon il Nero, un personaggio del Silmarillion di J. R. R. Tolkien, con particolare riferimento alle forti file di uncini.